# Deposição de Vargas
A Deposição de Vargas foi um golpe de Estado imposto por integrantes da alta cúpula das Forças Armadas do Brasil ao então presidente Getúlio Vargas, em 29 de outubro de 1945. Em um típico episódio de golpe branco, Vargas, que governava o país desde 1930, foi forçado pelos militares a renunciar, o que resultou imediatamente no fim da ditadura do Estado Novo.

## Histórico
A queda de Getulio Vargas ocorreu em um contexto político global influenciado pela derrota do nazi-fascismo na Segunda Guerra Mundial e pela demanda por abertura política no Brasil.
Governando o país como ditador desde 1937, Vargas viu no Manifesto dos Mineiros o primeiro documento em defesa da redemocratização e do fim do Estado Novo brasileiro.

Com a efetiva consumação da derrota do Eixo em 1945, o descontentamento com o autoritarismo do regime varguista vinha à tona e os protestos se avolumaram. Consciente dos novos ares políticos, Vargas tomou a dianteira no processo de redemocratização ao editar o Ato Adicional número 9, prevendo a convocação de eleições gerais com sufrágio universal, incluindo pleito para a presidência da república. Além disso, foi concedido o direito de organização em partidos políticos, algo que havia sido extinto com a outorga da Constituição de 1937.

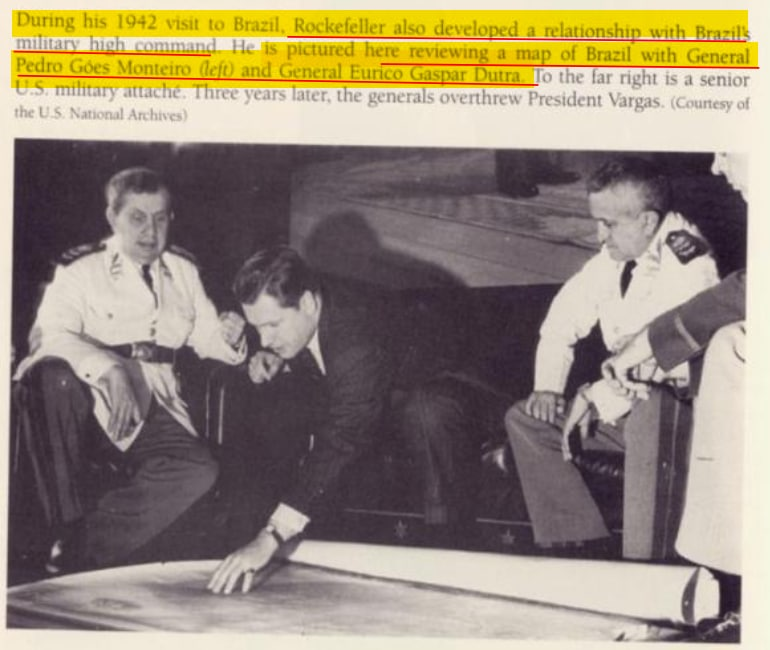
"Durante sua visita ao Brasil em 1942, Rockefeller também desenvolveu uma relação com o alto comando militar brasileiro. Aqui ele foi fotografado revendo o mapa do Brasil com o General Pedro Góes Monteiro (esquerda) e com o General Eurico Gaspar Dutra. Na extrema direita está um adido militar sênior estadunidense. Três anos depois, os generais depuseram o Presidente Getulio Vargas." (Cortesia do arquivo nacional estadunidense).

Dessa maneira, a vida partidária no Brasil rearticulava-se com as criações da União Democrática Nacional (que reunia basicamente a oposição liberal a Getúlio Vargas e lançariam o brigadeiro Eduardo Gomes como seu candidato presidencial) do Partido Social Democrático (que contava com o apoio de amplos setores das oligarquias tradicionais brasileiras e que lançaria como candidato o general Eurico Gaspar Dutra, ministro de Guerra da ditadura Vargas de novembro de 1937 a agosto de 1945, e tido como o candidato da situação), e ainda do Partido Trabalhista Brasileiro. Esta agremiação, presidida por Vargas, passou a articular a permanência do próprio no cargo de presidente da República, o que deu origem a campanha nacional chamada "Queremismo", cujos correligionários tinham como o mote "Nós queremos Getúlio".

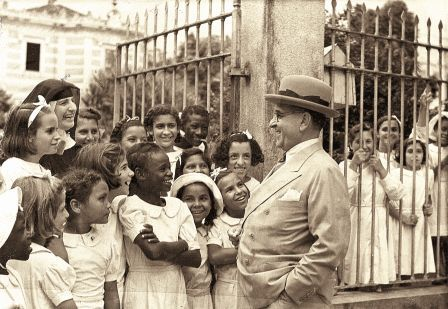
Getúlio Vargas em visita a Porto Velho, em 1940.

Contando com apoio até mesmo do Partido Comunista Brasileiro de Luis Carlos Prestes (que havia voltado à legalidade também em 1945), o Queremismo foi tomando corpo, ganhando as ruas das principais cidades do país, incluindo a uma massiva manifestação no Rio de Janeiro, em 3 de outubro, 15º aniversário da Revolução de 1930, que contou com a presença de 150 mil pessoas.
Evidentemente, tal movimento preocupava setores da elite brasileira e das Forças Armadas. Para a oposição, estava implicitamente claro que Vargas não largaria o poder se tivesse chance. Em meio à turbulência política causada pelo Queremismo, Vargas antecipou as eleições estaduais para a mesma data do pleito nacional, 2 de dezembro - algo interpretado pela oposição como uma manobra varguista para angariar ainda mais apoio a causa de permanecer no poder -, e afastou João Alberto Lins de Barros da chefia de polícia do então Distrito Federal, colocando nesse posto o seu irmão Benjamin Vargas, afamado como sujeito truculento.
Setores das Forças Armadas começaram a conspirar para a derrubada de Getulio Vargas. No final de outubro, o general Góis Monteiro, que tinha assumido a posição de ministro da Guerra no lugar do general Gaspar Dutra, iniciou mobilizações de tropas no Distrito Federal, que culminariam com a deposição do presidente em 29 de outubro de 1945. No entanto, para evitar derramamento de sangue, Gaspar Dutra propôs a Vargas que assinasse de maneira oficial um documento de renúncia. Assim, o presidente deposto conseguiu deixar o cargo sem punição e retornou a sua cidade natal, São Borja.
Apesar de terem deposto Getulio Vargas, os militares articularam a entrega do poder vacante ao presidente do Supremo Tribunal Federal, o ministro José Linhares. Este manteve as eleições marcadas para 2 de dezembro de 1945.
Com o pleito garantido, partidários do PTB e do PSD (do qual Vargas era presidente honorário) instaram o presidente deposto a apoiar a candidatura de Eurico Gaspar Dutra para derrotar o favorito e candidato da oposição, o brigadeiro Eduardo Gomes. Poucos dias antes da eleição, Vargas manifestou seu apoio a Dutra, que acabou vencendo aquelas eleições.

## Nomenclatura
A expressão golpe de 1945 é pouco usada na historiografia para se referir à renúncia forçada de Vargas, diferentemente do que ocorre com outros episódios da história brasileira, em que o termo golpe acompanhado do ano é usado comumente para se referir ao evento golpista.